# Barakani
Barakani – miasto na Komorach, na wyspie Anjouan. Według danych szacunkowych na rok 2007 liczy 6 549 mieszkańców.